# Семь ключей
Семь ключей — памятник природы регионального (областного) значения Московской области, который включает ценные в экологическом, научном и эстетическом отношении природные комплексы, а также природные объекты, нуждающиеся в особой охране для сохранения их естественного состояния:
- эталонные участки старовозрастных еловых, широколиственных и смешанных лесов, а также естественных суходольных и пойменных лугов, особо ценные по своим характеристикам;
- места произрастания и обитания малочисленных редких и исчезающих видов растений, грибов, лишайников и животных, занесенных в Красную книгу Московской области;
- природные объекты, играющие важную роль в поддержании естественного гидрологического режима реки Протвы;
- ценные объекты неживой природы (водопады, травертиновые террасы).

Местонахождение: Московская область, Наро-Фоминский городской округ, между деревнями Золотьково, Семенково, Пушкарка и Мерчалово. Площадь памятника природы составляет 144,66 га. Памятник природы включает части кварталов 8 и 19 Верейского участкового лесничества Наро-Фоминского лесничества, участок русла реки Протвы между перечисленными лесными кварталами, а также примыкающий участок нелесных земель между указанными лесными кварталами и местной линией электропередачи, идущей от деревни Семенково до деревни Мерчалово.

## Описание
Территория памятника природы приурочена к долине реки Протвы в её верхнем течении в окружении холмистых моренных и волнистых моренно-водно-ледниковых равнин западного района Смоленской физико-географической провинции. Неровная кровля коренных пород местности представлена известняками и доломитами каширского яруса среднего карбона.
Территория памятника природы включает моренную и долинно-зандровую равнину, в которую врезан участок долины реки Протвы с аккумулятивными и цокольными террасами, а также подсклоновыми и широкими поймами. Абсолютные высоты территории памятника природы изменяются от 167 м над уровнем моря (меженный урез воды в реке Протве на южной границе территории) до 214 м над уровнем моря (склон междуречной равнины в северо-восточной оконечности территории).
Наиболее возвышенные в памятнике природы участки моренной равнины сложены валунно-суглинистыми отложениями и перекрыты слоем пористых покровных суглинков. Долинно-зандровые равнины, занимающие высотный ярус между окружающими моренными и моренно-водно-ледниковыми междуречными равнинами и надпойменными террасами реки Протвы, сложены древнеаллювиально-водно-ледниковыми песчано-супесчаными отложениями с суглинистыми и гравийно-галечными прослоями. С поверхности здесь образовались суглинистые и алевритовые отложения. Уклоны равнин составляют 1-4 градуса. Местами их поверхности осложнены слабовыраженными в рельефе западинами шириной до 10—30 м, глубиной до 0,5—0,7 м.
Нижележащие поверхности надпойменных террас сложены древнеаллювиальными песками, часто перекрытыми покровными суглинками или алевритами (на площадках) или пористым суглинистым делювием (на склонах). Площадки первой и второй надпойменных террас сформировались на высотах 8—12 и 20—25 м над руслом реки соответственно.
На левобережье реки Протвы склоны долины имеют высоты до 22—24 м. Крутизна склонов достигает 25—35 градусов, местами — 40 градусов. На вогнутом левом берегу излучины реки на высотах около 8—11 м над урезом воды образовалась цокольная первая надпойменная терраса. Ширина субгоризонтальных или пологонаклонных площадок первой надпойменной террасы составляет 15—40 м. Уклоны площадок — до 6—8 градусов. Борта террасы имеют высоту 6—9 м и крутизну 15—30 градусов. На склонах первой надпойменной террасы образовались многочисленные выходы известняков карбона на дневную поверхность, часто встречаются крупные известняковые глыбы. Здесь же на левобережных склонах первой надпойменной террасы реки Протвы образовались травертины — известковые отложения углекислых источников. Комплексы травертиновых террас, по двум из которых стекают водопады, имеют высоту до 3—4 метров.
Левый берег прорезается несколькими протяженными эрозионными формами — оврагами и балками. Наиболее крупная форма балочного типа залегает воль западной границы памятника природы и раскрывается на пойме реки Протвы. В своей нижней части балка имеет корытообразный профиль с плоским днищем. Ширина балки здесь достигает около 150 м, ширина днища — около 30 м. Склоны балки имеют высоту 8—12 м, крутизну — 20—30 градусов в нижних частях бортов, 7—10 градусов — в верхних. Борта балки сложены древнеаллювиальными песками, перекрытыми делювиальными суглинками. В днище — балочный песчано-супесчаный аллювий. Протяженность балки в пределах памятника природы — 700 м. В нижнем течении балка принимает левый отрог длиной 500 м. На левом берегу в восточной части памятника природы с севера и с запада от СНТ «Родники» образовалось три наиболее крупных оврага протяженностью до 350—400 м. Овраги имеют V-образную форму профиля, крутые борта и узкое днище. Ширина оврагов в средней и нижней части составляет около 60—80 м, ширина днища — 5—7 м. Высота бортов — 4—6 м, крутизна — 20—40 градусов. На склонах — образовавшиеся в результате активного плоскостного смыва делювиальные суглинки и супеси, в днищах — пролювиальные и делювиальные пески, а также галечный, щебнистый и глыбистый материал.
На правом выпуклом берегу реки Протвы в пределах памятника природы представлены широкие пологонаклонные поверхности двух надпойменных террас, в центральной части шпоры излучины реки плавно переходящие одна в другую, и участки их крутых бортов, высоты которых изменяются от 9—12 м (уровень первой надпойменной террасы) до 20—22 м над урезом воды в реке (уровень второй надпойменной террасы). Склоны имеют прямой или выпуклый профиль. Крутизна бортов изменяется в основном от 7—12 градусов до 15—30 градусов, часто более пологая (около 10 градусов) верхняя часть склона отделена от более крутой (до 25—30 градусов) нижней четким перегибом. Наиболее крутосклонные борта террас (20—45 градусов) на правобережье Протвы представлены на изгибе русла в южной части памятника природы.
Правый берег менее изрезан эрозионными формами, чем левый. На склонах террас отмечается лишь один относительно крупный овраг шириной 20—30 м. Крутизна бортов оврага — 20—30 градусов, высота — 3 м. По большей части эрозионные формы представлены здесь неглубоко врезанными ложбинами шириной до 10—30 м.
Крутые склоны долины подвержены влиянию карстовых, суффозионных, оползневых и осыпных процессов. На склонах встречаются карстово-суффозионные блюдцеобразные западины, чашеобразные отрицательные формы рельефа, воронки. Глубина воронок — до 1—2 м, ширина и длина — до 5—15 м. На крутых бортах террас, как правило в местах близкого залегания грунтовых вод, образуются оползни. Участок с активными оползневыми процессами представлен на правом берегу реки у южной границы памятника природы. Здесь отмечаются оползневые террасы шириной 10—15 метров и стенки отрыва высотой 3—5 м. В местах, где сочетаются активные оползневые процессы и карстово-суффозионные явления, образуются участки волнисто-бугристых склонов.
Левобережная пойма реки Протвы представлена преимущественно узкими подсклоновыми участками шириной до 10 м и лишь местами — более широкими фрагментами низкой и средней пойм. Наиболее широкие участки левобережной поймы образовались в западной и южной оконечностях памятника природы. У западной границы территории, к востоку от ручья, образовалась низкая пойма шириной 40 м. Ширина более высоких пойменных уровней (до 3 м над урезом реки) составляет здесь около 30 м. В южной окраине памятника природы залесенная левобережная пойма (до 2—3 м над рекой) имеет ширину 70—80 м. На правом берегу на выпуклом участке русла реки ширина средней поймы достигает 40—50 м, высота — 1,5—2,5 м над руслом. Ширина низкой поймы — до 20—30 м, высота — до 1 м. Пойменные поверхности сложены песчаными аллювиальными отложениями, перекрытыми суглинками или алевритами.
Территория памятника природы включает участок русла реки Протвы протяженностью 1,6 км. Ширина русла реки изменяется от 20 до 40 м. В реке чередуются плесы и перекаты, отмечаются осередки и острова длиной до 20—40 м, шириной до 5—10 м. Глубины реки изменяются от 0,2—0,4 до 2—2,3 м. Скорость течения изменяется преимущественно от 0,05 до 0,2 м/с. Дно реки — песчаное, щебнисто-песчаное или щебнисто-глыбистое. По берегам, обильно заросшим водной растительностью, дно часто заилено. В северо-западной части территории на реке образовался залив шириной 20 м, отделенный от основного русла полуостровом длиной 50 м.
Река на своем левом берегу принимает многочисленные ручьи и сочения, вскрывающиеся на различных высотных уровнях. Значительная их часть выходит на дневную поверхность у подножия второй надпойменной террасы. Многие из них стекают по поверхности первой надпойменной террасы в сторону реки Протвы, и лишь несколько водотоков глубоко прорезают террасу в пределах эрозионных форм. Наиболее крупный ручей протекает по днищу балки вдоль западной границы памятника природы. Ширина извилистого ручья достигает 0,7 м, глубина — 0,15—0,3 м. Дно водотока — галечно-щебнисто-песчаное. Ширина менее крупных водотоков обычно составляет 0,2—0,7 м. Некоторые из ручьев, стекающих с площадки первой надпойменной террасы на левом берегу, образовали живописные водопады, ниспадающие на пойму по замшелым травертиновым терраскам с высот около 2—4 м. На площадке первой террасы на вогнутом берегу реки образован неглубокий (до 0,5—0,7 м) водоем прямоугольной формы длиной 35, шириной 15 м.
Почвенный покров территории представлен преимущественно дерново-подзолистыми почвами, сформировавшимися на покровных суглинках возвышенных равнин. В ложбинах и западинах с плохим дренажем образовались дерново-подзолистые глеевые почвы. На участках террас, сложенных с поверхности песками, образовались дерново-подзолы, по понижениям — дерново-подзолы глеевые. На бортах террас с близким залеганием известняков карбона образовались маломощные карболитоземы темногумусовые, на пойме — светлогумусовые аллювиальные и темногумусовые аллювиальные почвы. В днищах и на бортах эрозионных форм, в местах сочений, выделяются перегнойно-глеевые и гумусово-глеевые почвы.

### Флора и растительность
На пологих склонах возвышенных равнин памятника природы представлены еловые леса с кленом и дубом, лещиновые кислично-папоротниково-широкотравные с дубравными зелеными мхами. К крутым склонам долины реки Протвы на левом берегу приурочены старовозрастные кислично-широкотравные ельники. По склонам правого берега тянутся липовые леса с дубом и кленом широкотравные. На пойме и на склонах террас с сочениями развиты сероольшаники с черемухой и лещиной широкотравно-влажнотравные и влажнотравные. Наиболее интересными являются здесь мшистые склоны левого берега с сочениями и ключами. Луга склонов долины и средней поймы отличаются богатством видового состава и красочностью. Разнообразна прибрежно-водная растительность реки Протвы.
Еловые с участием клёна и дуба лещиновые кислично-папоротниково-широкотравные леса сочетаются на пологих склонах с осиново-березово-еловыми широкотравно-папоротниковыми. Ели, березы и осины отличаются значительным возрастом. Диаметр стволов елей составляет обычно 45—50 см, высота — более 30 м.
Дуб встречается единично, клен отмечен в основном во втором ярусе и подросте. Редко встречается подрост липы. Кроме лещины часто встречается жимолость лесная. В травяном ярусе пятнами растут кислица, сныть обыкновенная, зеленчук жёлтый, осока волосистая. Постоянно встречаются копытень европейский, звездчатка дубравная, щитовники мужской и картузианский, живучка ползучая, медуница неясная, осока лесная, бор развесистый. Мхи занимают 30—50 процентов и представлены в основном родом эуринхиум.
Участки субнеморальных сомкнутых ельников жимолостных с лещиной и волчеягодником (волчеягодник обыкновенный, или волчье лыко, является редким и уязвимым таксоном, не включенный в Красную книгу Московской области, но нуждающийся на территории области в постоянном контроле и наблюдении) кислично-зеленомошных отличаются обилием в напочвенном покрове кислицы и почти сплошным (70—80 процентов) ковром зеленых мхов, который образуют эуринхиум узкосетчатый и плагиомниум удлиненный. Здесь постоянно встречаются копытень европейский, зеленчук жёлтый, живучка ползучая, медуница неясная, фиалка удивительная, осока лесная, адокса мускусная, ожика волосистая и бор развесистый. На некоторых участках пятнами растут двулепестник альпийский и подмаренник душистый, изредка — коротконожка лесная, костяника, фегоптерис связывающий и голокучник Линнея.
Часть еловых старых лесов повреждена короедом, многие деревья уже упали и образовали завалы среди лещины, жимолости, малины, недотроги мелкоцветковой, крапивы и папоротников. На ветвях елей обильны редкие лишайники уснея жестковолосатая и рода бриория.
В понижениях и ложбинах стока кроме елей, осин и берез встречаются ольха серая, черемуха, малина и жимолость, обильны звездчатка дубравная, осока лесная, чистец болотный, хвощи луговой и лесной, дрема лесная, кочедыжник женский и щитовники, колокольчик широколистный (редкий и уязвимый вид, не включенный в Красную книгу Московской области, но нуждающийся на территории области в постоянном контроле и наблюдении).
На просеке под линией электропередачи, пересекающей леса территории, представлены влажнотравные сообщества с малиной, влажнотравьем, щавелем конским, бодяком огородным, щучкой дернистой, геранью болотной, ближе к реке отмечены пятна старусника.
В лесокультурах ели с березой и осиной лещиновых редкотравных произрастает подлесник европейский (занесен в Красную книгу Московской области).
На опушках лесов приводораздельных пологих склонов и зарастающих березой и ивой козьей залежах обильны полевица тонкая, василек луговой, вербейник обыкновенный, сивец луговой, ястребинка зонтичная, дудник лесной. На сырых участках здесь встречаются пальчатокоренник Фукса и купальница европейская (редкие и уязвимые виды, не включенные в Красную книгу Московской области, но нуждающиеся на территории области в постоянном контроле и наблюдении).
Правобережные склоны долины реки Протвы заняты полосами старовозрастных еловых лесов с единичными старыми березами и соснами лещиновыми кислично-широкотравными. Диаметр стволов старых сосен достигает 60-70 см. Пятнами растут зеленчук жёлтый, сныть, осока волосистая, копытень, медуница, чина весенняя, колокольчик широколистный, хвощ луговой, кислица обыкновенная, фиалка удивительная. Здесь изредка встречается гнездовка настоящая (редкий и уязвимый вид, не включенный в Красную книгу Московской области, но нуждающийся на территории области в постоянном контроле и наблюдении), а также редкий гриб, занесенный в Красную книгу Московской области, — ежевик коралловидный.
Еловые, березово-еловые и елово-березовые старовозрастные леса на пологонаклонной равнине левобережья Протвы с участием осины лещиновые с жимолостью, черемухой папоротниково-широкотравные со снытью, дремой лесной, крапивой, будрой плющевидной, гравилатом городским, звездчаткой дубравной, осокой волосистой, пролесником многолетним, зеленчуком, медуницей неясной, щитовником мужским, бором развесистым, чесночницей черешковой, чистецом лесным, ясноткой пятнистой, бутенем ароматным распространены в северо-восточной части памятника природы и примыкают к территории садового некоммерческого товарищества «Родники».
Еловые старовозрастные леса с участием березы, сформировавшиеся на левобережных склонах (крутизной 7-10 градусов) долины реки Протвы, — лещиновые волосистоосоковые с копытнем, кислицей, пролесником многолетним, лютиком кашубским, ландышем, бором развесистым, звездчаткой жестколистной. Ели имеют диаметр стволов до 50-60 см, березы и осины — до 40-45 см. Есть березы с диаметром ствола до 60 см, единично встречаются рябина и ива козья. Из кустарников кроме лещины обычна жимолость лесная, реже — бересклет бородавчатый и калина. Здесь же встречаются участки сомкнутых тенистых ельников со снытью, пролесником, адоксой мускусной, воронцом колосистым, ветреницей лютиковой, осокой пальчатой, иногда очень обильна кислица. По окнам есть пятна осоки корневищной, в западинах обилен чистяк весенний. Ниже по склонам отмечены еловые старовозрастные леса лещиновые с пролесником, кислицей (обильна), бором, звездчаткой дубравной и жестколистной, недотрогой мелкоцветковой, адоксой, копытнем, колокольчиком широколистным, лютиком кашубским, медуницей, геранью лесной, чистяком весенним. Встречаются участки редкотравных тенистых ельников с фиалкой удивительной, борцом северным, колокольчиком широколистным.
По крутым (около 25 градусов) склонам левого берега тянутся еловые старовозрастные леса с березой и осиной лещиновые широкотравные и папоротниково-широкотравные с колокольчиком широколистным, снытью (обильна), осокой волосистой (обильна), пролесником, фиалкой удивительной, хвощом лесным. Местами обилен колокольчик широколистный, есть медуница неясная, бересклет бородавчатый, адокса мускусная. На склоне крутизной 40-45 градусов развиты старовозрастные тенистые еловые с единичной березой и осиной с рябиной во 2 ярусе бересклетово-лещиновые широкотравные леса с участками папоротниково-широкотравных с жимолостью, адоксой, кислицей, копытнем, щитовником мужским (обилен), лютиком кашубским, мятликом дубравным, ландышем, борцом северным, единичным орляком и василистником водосборолистным, фиалкой удивительной, чиной весенней, купеной многоцветковой. На старой осине на второй надпойменной террасе реки Протвы отмечается редкий, охраняемый в Московской области мох — некера перистая.
Липовые леса с дубом и кленом широкотравные с шалфеем клейким (редкий вид, занесенный в Красную книгу Московской области), вороньим глазом, костяникой широко встречаются на крутых (от 20 градусов до 40 градусов) террасных склонах правого берега реки Протвы. Пятнами в них растут осока волосистая, осока корневищная, сныть, медуница неясная, копытень, фиалка удивительная, зеленчук жёлтый, чина весенняя, мятлик дубравный, реже — пролесник многолетний, колокольчик широколистный.
Мелколиственные леса с ольхой серой, черемухой, кленом лещиновые широкотравно-влажнотравные приурочены к нижним частям склонов долины реки Протвы левого берега. Здесь встречаются колокольчик широколистный, копытень, крапива, яснотка пятнистая, сныть.
По опушкам развиты сероольшаники сорнотравно-широкотравные с единичными старыми елями, березами, соснами, черемухой, бузиной красной, шиповником майским, бересклетом бородавчатым, крушиной ломкой, калиной, ежевикой, снытью, клевером средним, хохлаткой плотной, мятликом дубравным, душицей, ландышем, фиалкой опушенной, зверобоем продырявленным, буквицей лекарственной, коротконожкой перистой, пахучкой обыкновенной, колокольчиком крапиволистным (редкий и уязвимый вид, не включенный в Красную книгу Московской области, но нуждающийся на территории области в постоянном контроле и наблюдении).
На опушках мелколиственных склоновых лесов по границе с лугами в ряде мест отмечены горечавка крестовидная и шалфей клейкий (оба — редкие виды, занесенные в Красную книгу Московской области), редко встречается волдырник ягодоносный и астрагал солодколистный.
В нижних частях эрозионных форм с водотоками на левом берегу развиты сероольшаники широкотравно-влажнотравные со старыми елями и березами с диаметром ствола 45 см, здесь обилен колокольчик широколистный, сныть, копытень, пролесник, звездчатка дубравная, борец северный, хохлатка плотная.
Склоновые ольшаники левого берега прорезаны небольшими ручьями, вдоль которых растут сердечник горький, мятлик расставленный, мятлик обыкновенный, кипрей волосистый, дербенник иволистный, манник плавающий, незабудка болотная, кипрей розовый, мхи — кратоневрон папоротниковый и брахитециум ручейный, которые часто доминируют по берегам и в руслах ручьев, впадающих в реку Протву.
Склон надпойменной террасы занят сообществами с ивой ломкой, старыми липами, черемухой, лещиной, бузиной, хмелем, колокольчиком широколистным, кострецом безостым, снытью, бодяком огородным, мягковолосником водяным, ясноткой пятнистой, лютиком ползучим, бутенем ароматным, бором развесистым, будрой плющевидной, гулявником прямым. По краю таких сероольшаников и мшистых сочений на склонах обитает живокость высокая (редкий вид, занесенный в Красную книгу Московской области).
Сочения на травертиновых террасах и крупных выходах известняков по склонам левого берега долины реки Протвы являются наиболее интересными типами сообществ памятника природы. Здесь господствуют зеленые и печеночные мхи, обитающие в условиях постоянного тока ключевой воды. Обильны мхи — кратоневрон папоротниковый, фиссиденс, брахитециум ручейный, а на относительно сухих возвышенных участках среди сочений встречаются аномодоны длиннолистный и плетевидный, занесенные в Красную книгу Московской области. Здесь растут амблиодон беловатый и гименостилиум косоклювый, впервые обнаруженные на территории области. Травянистые растения единичны, обычно это дербенник иволистный, кипрей розовый и волосистый, мятлик сплюснутый, резуха волосистая, сердечник мелкоцветковый и синюха голубая. У подножия мшистых и известняковых скальных склонов и обычен мниум плауновидный.
Луга в нижней части склонов долины реки Протвы южной экспозиции заняты красочными многовидовыми разнотравно-мятликовыми лугами с мятликом узколистным, осоками ранней, колосистой и опушенной, овсяницей красной, тимофеевкой луговой, короставником полевым, репешком, душицей, колокольчиками скученным, раскидистым и крапиволистным, буквицей лекарственной, земляникой зелёной, васильком луговым и шероховатым, подмаренником мягким, трясункой средней, люцерной серповидной, черноголовкой обыкновенной, овсяницей луговой, клевером горным, кульбабой шершавой, лютиком многоцветковым, тысячелистником обыкновенным, верониками дубравной и широколистной, истодом хохлатым, горечавкой крестовидной. На опушке образовался участок луга с доминированием бутеня ароматного, буквицы, душицы, с коровяком чёрным, клевером средним, бедренцом-камнеломкой, первоцветом весенним.
Небольшие участки склоновых лугов среди сероольшаников на склонах отличаются обилием купыря лесного, ежи сборной, костреца безостого, герани луговой, свербиги восточной. Местами на склонах обилен ластовень ласточкин, горошек лесной, осока опушенная.
На выходах известняков в нижних частях склонов долины реки Протвы обитают пузырник ломкий, резуха волосистая, мятлик дубравный. В тенистых расщелинах известняковых глыб растет мох зелигерия маленькая, которая в Московской области известна лишь из немногочисленных местонахождений, приуроченных к местам выхода карбонатных пород.
Пойменные сероольшаники с черемухой, местами кленом и елью, хмелем, малиной, крапивой и влажнотравьем, а также колокольчиком широколистным, бутенями ароматным и Прескотта тянутся по берегам реки Протвы. Местами обилен страусник и таволга вязолистная. Сероольшаники с черемухой крапивно-влажнотравные с малиной, таволгой вязолистной, селезеночником очереднолистным, ясноткой пятнистой встречаются и по нижним частям склонов оврагов и балок.
На пойме реки Протвы имеются участки высокотравных пойменных кострецовых лугов с ежевикой, кострецом безостым, крапивой, полынью обыкновенной, вероникой длиннолистной, таволгой вязолистной, геранью луговой, бутенем Прескотта и ароматным, чистецом болотным, бодяком огородным, крапивой, купырем, вероникой длиннолистной, снытью, борщевиком сибирским, свербигой восточной, крестовником приречным, зюзником европейским, подмаренником приручейным, мятликом обыкновенным, пасленом сладко-горьким, колокольчиком широколистным, лопухом паутинистым, валерианой лекарственной. По берегам реки обычны ольха серая, черемуха, ивы ломкая, трехтычинковая и пепельная, хмель, смородина чёрная, эхиноцистис лопастной. По ручью, пересекающему пойму реки Протвы, обилен двукисточник тростниковидный.
Прибрежно-водная растительность разнообразна и представлена камышом озерным, рдестами плавающим и гребенчатым, ежеголовником всплывшим, двукисточником тростниковидным, кубышкой жёлтой, кувшинкой чисто-белой, манником большим, водокрасом лягушачьим, омежником водным, ряской малой, многокоренником обыкновенным, стрелолистом, частухой подорожниковой, дербенником иволистным, сусаком зонтичным, хвощом речным, урутью мутовчатой, водяным лютиком жестколистным.

### Фауна
Животный мир памятника природы отличается хорошей сохранностью и репрезентативностью для соответствующих природных сообществ запада Московской области. Здесь обитают 78 видов позвоночных животных, относящихся к 19 отрядам пяти классов, в том числе десять видов рыб, четыре вида амфибий, один вид рептилий, 47 видов птиц и 17 видов млекопитающих.
Ихтиофауна памятника природы целиком связана в своем распространении с рекой Протвой и типична по своему составу для средней величины рек центра Европейской России. В реке Протве на обсуждаемом участке наиболее обычны следующие виды рыб: уклейка, плотва, обыкновенный гольян и обыкновенный пекарь, чуть реже встречаются обыкновенная щука, лещ и речной окунь. Обычные в реке Протве в пределах памятника природы голавль и обыкновенный горчак — редкие и уязвимые виды рыб Московской области.
Основу фаунистического комплекса наземных позвоночных животных составляют виды, характерные для хвойных и лиственных лесов Нечернозёмного центра России. Доминируют виды, экологически связанные с древесно-кустарниковой растительностью.
В границах памятника природы выделяются четыре основных ассоциации фауны (зооформации): хвойных лесов; лиственных лесов; водно-болотных местообитаний; лугово-опушечных местообитаний.
Зооформация хвойных лесов, привязанная в своем распространении на обсуждаемой территории к еловым и елово-мелколиственным лесам разных типов, занимает преобладающую её часть. Основу населения хвойных лесов составляют серая жаба, зелёная пеночка, белобровик, желна, сойка, обыкновенный снегирь, ворон, буроголовая гаичка, обыкновенная бурозубка, лесная куница, рыжая полёвка, белка. Именно в старых еловых лесах территории памятника природы встречена кедровка — вид, занесенный в Красную книгу Московской области.
На участках лиственных и смешанных лесов территории памятника природы преобладают выходцы из европейских широколиственных лесов: малый пёстрый дятел, зарянка, рябинник, вяхирь, обыкновенная кукушка, славка-черноголовка, мухоловка-пеструшка, лесная мышь.
Во всех типах лесов памятника природы встречаются зяблик, обыкновенный поползень, большой пёстрый дятел, певчий дрозд, пеночка-теньковка, большая синица, лазоревка, длиннохвостая синица, обыкновенный ёж и заяц-беляк.
Зооформация лугово-опушечных местообитаний играет важную роль в поддержании биоразнообразия памятника природы. В основном этот тип животного населения связан с лугами в долине реки Протвы, лесными полянами, опушками. Среди пресмыкающихся именно эти биотопы предпочитает живородящая ящерица. Характерными представителями фауны птиц данных местообитаний являются канюк, болотный лунь, лесной конёк, обыкновенная овсянка, серая славка, сорока, белая трясогузка, жулан, обыкновенная чечевица, черноголовый щегол. По лесным опушкам и полянам территории памятника природы охотится ястреб-тетеревятник. Среди млекопитающих в этих сообществах наиболее часто встречаются обыкновенный крот и обыкновенная полёвка. Именно в этом типе местообитаний на пойменных и суходольных лугах долины реки Протвы встречены редкие виды бабочек — углокрыльница с-белое, шашечница аталия, шашечница авриния и червонец непарный, последние два вида занесены в Красную книгу Московской области.
Пойма реки Протвы, овраги и балки с впадающими в неё ручьями служат местом обитания видов водно-болотной зооформации. Среди амфибий здесь довольно многочисленны озерная, травяная и остромордая лягушки. Среди птиц в этих биотопах наиболее часто встречаются кулики черныш и перевозчик, кряква, ласточка-береговушка, болотная камышовка, садовая славка, славка-мельничек, обыкновенный соловей, кормятся серые цапли. Среди млекопитающих здесь наиболее обычны речной бобр, ондатра и водяная полёвка . Пойму реки Протвы и примыкающие луга и леса постоянно населяет чёрный коршун, занесенный в Красную книгу Московской области.
Во всех типах естественных местообитаний памятника природы встречаются горностай, ласка, лось, кабан, обыкновенная лисица.
К населенным пунктам, соседствующим с территорией памятника природы, тяготеют серая ворона, деревенская ласточка, чёрный стриж, белая трясогузка.

## Объекты особой охраны памятника природы
Охраняемые экосистемы: еловые леса с кленом и дубом лещиновые кислично-папоротниково-широкотравные с дубравными зелеными мхами, старовозрастные кислично-широкотравные еловые склоновые леса; липовые леса с дубом и кленом широкотравные; сероольшаники с елью, березой и черемухой лещиновые широкотравно-влажнотравные и влажнотравные; мшистые склоны левого берега с сочениями и ключами; суходольные красочные многовидовые луга склонов долины и средней поймы с редкими видами растений; пойменные влажнотравные сероольшаники и луга; прибрежно-водная растительность реки Протвы.
Ценные объекты неживой природы: комплексы травертиновых террас с водопадами.
Охраняемые в Московской области, а также иные редкие виды растений и их местообитания:
- виды, занесенные в Красную книгу Московской области: подлесник европейский, горечавка крестовидная, шалфей клейкий, живокость высокая, некера перистая, аномодон плетевидный, аномодон удлиненный;
- виды, являющиеся редкими и уязвимыми таксонами, не включенные в Красную книгу Московской области, но нуждающиеся на территории Московской области в постоянном контроле и наблюдении (приложение 1 к Красной книге Московской области): пальчатокоренник Фукса, купальница европейская, гнездовка настоящая, волчеягодник обыкновенный, или волчье лыко, колокольчики широколистный и крапиволистный, гулявник прямой, синюха голубая, резуха волосистая, сердечник мелкоцветковый;
- иные редкие виды: мхи, впервые отмеченные для Московской области: амблиодон беловатый и гименостилиум косоклювый.

Охраняемые в Московской области, а также иные редкие и уязвимые виды грибов (виды грибов, занесенные в Красную книгу Московской области): ежевик, или гериций, коралловидный.
Охраняемые в Московской области, а также иные редкие и уязвимые виды лишайников:
- виды лишайников, занесенные в Красную книгу Московской области: уснея жестковолосатая;
- виды лишайников, редких на территории Московской области: лишайники рода бриория.

Охраняемые в Московской области, а также иные редкие виды животных и их местообитания:
- виды, занесенные в Красную книгу Московской области: червонец непарный, шашечница авриния, чёрный коршун и кедровка;
- виды, являющиеся редкими и уязвимыми таксонами, не внесенными в Красную книгу Московской области, но нуждающиеся на территории области в постоянном контроле и наблюдении: углокрыльница с-белое, шашечница аталия, обыкновенный горчак и голавль.